# Cantó de Vigneux-sur-Seine
El cantó de Vigneux-sur-Seine és un cantó francès del departament d'Essonne, situat al districte d'Évry. Des del 2015 té 3 municipis.

## Municipis
- Crosne
- Montgeron (en part)
- Vigneux-sur-Seine

## Història
| Data d'elecció                           | Identitat       | Partit            | Qualitat |
| ---------------------------------------- | --------------- | ----------------- | -------- |
| 1976-1985                                | Robert Lakota   | PCF               |          |
| 1986-1992                                | Michel Rémond   | RPR               |          |
| 1992-2004                                | Lucien Lagrange | PCF               |          |
| 2004-2011                                | Patrice Finel   | PS, després PG    |          |
| 2011-                                    | Didier Hoeltgen | Verts, després PS |          |
| les dades anteriors no són pas conegudes |                 |                   |          |
|                                          |                 |                   |          |

## Demografia
| A partir de 1990: Població sense dobles comptes |